# 爱德华多·里索
爱德华多·里索（西班牙語：Eduardo Risso，1925年2月25日—1986年1月12日），乌拉圭男子赛艇运动员。他曾代表乌拉圭参加1948年和1952年夏季奥林匹克运动会赛艇比赛，其中1948年奥运会获得一枚银牌。